# WikkaWiki
WikkaWiki是一个用PHP语言编写的轻量级Wiki引擎，后台数据使用MySQL数据库存储。WikkaWiki是WakkaWiki引擎的一个分支变体，主要特点是高速、可伸缩性和安全。这个引擎符合GNU公共许可协议GPL。

## 歷史
2003年，雖然用戶和貢獻者的一個大社區還很活躍地仍然張貼bugfixes和引伸與新功能，Wakka Wiki的發展突然來到了末端。 首先發布在2004年5月， WikkaWiki迅速地增長。

## Wikka不同版本
与其它重量级维基引擎相比，Wikka维基并没有继承许多的内置功能，它的目标是保证核心代码尽可能的小，而引擎的可伸缩性由诸多的扩展插件来实现，这些插件可以提供各种各样的复杂功能，使引擎的 功能得到进一步加强。 
Wikka引擎最新版本是 1.1.6.2，于2006年6月12日释出。这个版本较上一个版本修正了很多的错误，功能也得到了一定加强，特别是这一版本提供了嵌入代码快的支持。

## Wikka维基引擎的特点
这个维基引擎具有以下特性：
- 支持不同类型的嵌入元素：
- 图片；
- Flash动画；

- 表格式数据；
- 安全HTML代码；
- RSS；
- i-frames;
- 心智图，内建支持 FreeMind数据；

- 高级（可选l）访问控制，包括对用户注册，密码管理和用户描述，基于页面的 访问列表管理。
- 利用GeSHi （页面存档备份，存于）高级 表达式加亮：
  - 支持 68种标记／编程语言，例如Actionscript、ADA、Apache Log、ASM、ASP、Bash、C、C for Macs、C#、C++、CAD DCL、CadLisp、CSS、Delphi、HTML、Java、Javascript、Lisp、Lua、NSIS、Objective C、OpenOffice、BASIC、Pascal、Perl、PHP、Python、Quick BASIC、Smarty、SQL、VB.NET、Visual BASIC、Visual Fox Pro、XML；
  - 简单的可自定义输出；
  - （可选）行号；
  - clickable markup pointers to official documentation;
  - on-the-fly downloading of 嵌入代码区；
- 不同的相关页特性，包括完全 修订控制，评论，分类，全文检索，页面克隆，高级referrer 管理，文件上传下载接口，和GUI页面编辑器。
- 遵循W3C的 XHTML和 CSS标准规范。
- CSS-defined printable view.
- 为发布页面修订提供的高级工具有：

- RSS 利用推技术分发页面修订和新建页面；
- WikiPing client functionality, allowing page changes to be broadcast and tracked on a remote WikiPing server.

- SmartTitle功能，可以创建方便人和搜索引擎的页面标题。
- 基于WEB的 向导 用于 安装和升级。
- 支持插件，存储在维基目录的achtions目录下。

### 不足
- 程式碼及外觀沒有分離，所以只能藉由「CSS」來製作主題（不過因此執行速度會比較快）。
- 沒有多国语言支持及獨立的語言文件，所以不容易進行翻譯。
- 頁面不能任意命名，只能使用维基的命名规则。
- 權限管理部份沒有群組的概念
- 沒有計數器
- 不能單獨刪除頁面的修訂記錄

## 下一步开发计划
即将发布的i新版本可能包括以下功能：
- 垃圾邮件过滤和安全模块。
- 站点和用户管理工具
- 增强配置（例如用户可以自己选择和编辑外观和菜单）.
- 动态生成的API 文档。
- 通过API远程同步维基数据
- 支持Google Maps

## 文獻
维基服务器上存储的大量文档提供了十分详尽的帮助和指导。不管是最终用户还是开发人员都会得到十分重要的信息。

## 參看
- 维基软件列表
- 维基软件比较
- 心智图 - FreeMind
- WikiPing

## 外部連結
- WikkaWiki官方网站 （页面存档备份，存于）
- Wikka tracker and SVN repository
- What's new in Wikka latest release （页面存档备份，存于）
- Wikka Documentation （页面存档备份，存于）
- FreeMind主網頁 （页面存档备份，存于）